# كليركينويل
كليركينويل (بالإنجليزية: Clerkenwell)‏ هي منطقة في مركز لندن في إنجلترا، وكانت أبرشية مدنية وفي الفترة ما بين 1900 حتى 1965 شكلت جزءًا من ضواحي العاصمة فينسبري، وفي عام 1924 تم اكتشاف بئر فيها وأُعيد تسميتها، كما اشتهرت هذه المنطقة بصناعة الساعات وإصلاح الساعات.

## شخصيات مهمة
من الشخصيات المُهمة في كليركينويل:
- جيليان أندرسون
- إدوارد كيف
- أوليفر كرومويل
- دانييل ديفو
- تشارلز ديكنز
- زها حديد
- فلاديمير لينين
- ديفيد ثيوليس

## أعلام
- إميليا لانيير
- سابرينا سيدني
- إدوارد كيف
- ألان كلاين
- رون بريتو